# Geneviève Levy
Pour les articles homonymes, voir Levy.
Geneviève Levy, née le 24 février 1948 à Marseille (Bouches-du-Rhône), est une femme politique française.
Elle est députée de la 1re circonscription du Var, de 2002 à 2022. Elle fait partie du groupe UMP puis LR.

## Biographie
En 1995, à la suite de la victoire du Front national à Toulon, elle devient présidente de la section toulonnaise de la LICRA.
En 1997, lors des élections législatives, elle est suppléante de Philippe Goetz, mais le binôme est battu au second tour.
En 2001, elle est candidate aux élections municipales sur la liste d'Hubert Falco, qui gagne largement les élections municipales cette année-là. Élue, elle occupe le poste de deuxième adjointe au maire chargée du patrimoine, de la solidarité. Elle est également conseiller communautaire au sein de la communauté d'agglomérations Toulon Provence Méditerranée
En juin 2002, elle est élue députée de la 1e circonscription du Var au second tour face à la députée sortante Odette Casanova, avec 69,3 % des voix. Elle est réélue au premier tour en juin 2007, avec 57,89 % des suffrages.
En 2008, après la victoire dès le premier tour avec plus de 65 % des voix, de la liste d'Hubert Falco aux municipales, elle devient premier adjointe au maire.
Elle soutient la candidature de François Fillon pour la présidence de l'UMP lors du congrès d'automne 2012.
Elles est à nouveau élue députée le 17 juin 2012, au second tour des élections législatives, avec 62,52 % des voix. Elle est réélue en 2017 avec 55,18 % des voix au second tour. Une enquête des journalistes Simon Fontvieille et Jean-Baptiste Malet parue en mars 2020 révèle que Geneviève Levy a bénéficié d'un bourrage d'urne lors de ce scrutin.
Elle parraine Laurent Wauquiez pour le congrès des Républicains de 2017, scrutin lors duquel est élu le président du parti.
Le 12 avril 2022, elle annonce quitter Les Républicains et dénonce le refus de certains de ses membres d'appeler à voter pour Emmanuel Macron au second tour de l'élection présidentielle.
Elle est suppléante de son successeur élu Yannick Chenevard, de Renaissance, aux élections législatives de 2022 et 2024.

## Autres mandats
- Première adjointe au maire de Toulon, Var de 2001 à 2017, déléguée à la solidarité
- Membre de la communauté d'agglomération Toulon Provence Méditerranée